# Lewis Mumford
Lewis Mumford (Flushing, Queens, ciudad de Nueva York, 19 de octubre de 1895 - Amenia, estado de Nueva York, 26 de enero de 1990) fue un sociólogo, historiador, filósofo de la tecnociencia, filólogo y urbanista estadounidense. Se ocupó sobre todo, con una visión histórica y regionalista, de la técnica, la ciudad y el territorio. Destacan en particular sus análisis sobre utopía y ciudad jardín, aunque tienen mayor resonancia sus obras interdisciplinares, como El mito de la máquina.

## Trayectoria
Mumford pertenece a ese género de intelectuales que nunca acabó una carrera universitaria y que, además, siempre mostró una postura crítica con la formación oficial, en particular, y con cualquier institución estatal, en general.
Dotado de una vocación autodidacta realmente voraz, Mumford comenzó siendo un crítico de arquitectura y urbanismo, y escribió múltiples libros y artículos sobre dicho tema a lo largo de su dilatada vida. La historia de las utopías, 1922 y Sticks and Stones, 1924, fueron sus primeras obras relevantes en dicho campo, y le supusieron fama inmediata entre toda una generación de arquitectos europeos revolucionarios (Gropius, Mendelsohn...) a quienes sorprendió tanto su juventud como su visión crítica.
No mucho después, Frank Lloyd Wright, acaso el más influyente de los arquitectos norteamericanos de principios del siglo XX, se pondría en contacto con Mumford, ya que este había expresado en numerosas ocasiones que «sólo Frank Lloyd Wright puede salvar a la humanidad del caos urbanístico al que se aproxima, de un urbanismo mecánico, frígido, aséptico, inhumano».
Durante décadas, los dos mantendrían una apasionada relación vía epistolar, en la que Mumford siempre se mantuvo distante, ofreciendo a veces críticas positivas y otras realmente destructivas. Más de una de las depresiones de Wright fueron causadas por la dureza de Mumford: este era visto por Wright como una especie de padre espiritual, pese a que Mumford era bastante más joven. Dichas cartas fueron publicadas en la obra Wright and Mumford. Thirty years of correspondence, 1999.

## Balance
Aunque destaque sus análisis sobre la utopía y la ciudad Jardín, sus obras más resonantes, sin embargo, pertenecen a un género interdisciplinar y erudito realmente único en el siglo XX, dónde se dan cita ciencia, tecnología, religión, psicología (psicoanálisis en particular), arte, antropología, estética o biología entre otras. Esto es especialmente evidente en su gran obra final, El mito de la máquina, quizás la última gran obra humanista y totalista de su centuria.
No en vano, Lewis Mumford ha sido tildado de «último humanista del siglo XX» y «erudito entre los eruditos», si bien su humanismo forma parte de una intensa crítica y renovación de un término que él mismo consideraba caduco en su centuria. Curiosamente, y pese a las admiraciones que suscitó en vida por parte de artistas, políticos, intelectuales, poetas o psicoanalistas, fue un autor bastante olvidado en las décadas finales del siglo XX. Él mismo advirtió que su obra sería relegada al olvido porque causaría humillación y malestar a todo aquel hiperespecialista que intentara leer cualquiera de sus libros o artículos. En ciertos círculos de estudiosos de la arquitectura y el urbanismo siguió siendo obligatorio el conocimiento de este autor y su obra se está recuperando en el siglo XXI en España: y hoy circulan —además de Técnica y civilización—, El mito de la máquina. Técnica y evolución humana y El pentágono del poder, así como La ciudad en la historia. Sus orígenes, transformaciones y perspectivas.
La ciudad en la historia, aparecida en 1961, es su obra más relevante en el campo urbanístico, pero se trata más bien de una obra realmente extensa repartida en dos densas partes donde propone una visión de la ciudad como un organismo vivo. Dicho organismo, con su estética, edificios, funciones, política o sociología sólo puede ser comprendida, según Mumford, desde la óptica del filósofo generalista. Por ello, Mumford despliega toda una serie de conocimientos reflexivos y críticos, mezclando historia, filosofía, religión, política, jurisprudencia con arquitectura.
Este proyecto resulta revolucionario no sólo en lo que el título propone, sino en la multitud de tesis particulares introductorias que ponen en duda teorías económicas, históricas y antropológicas consideradas todavía hoy canónicas. Si bien puede ser considerada su obra más influyente (mas no la mejor), los historiadores del urbanismo sólo parecen haber tomado sus secciones más descriptivas, mostrando que la profecía de Mumford (que su obra sería relegada al olvido por su pluralismo nada unidireccional) era verosímil.
Otro notable historiador del urbanismo, A.E.J. Morris, realizó una obra meramente descriptiva y formalista (Historia de la forma urbana) que, aun teniendo en cuenta la línea cronológica básica expuesta por Mumford, olvidaba la principal lección: solo una visión holística desentraña la parte cognoscible de la historia del urbanismo. Cabe destacar que el estilo literario empleado por Mumford en la redacción de esta obra resulta sumamente poético y elegante. Por ello, a veces puede parecer, gratamente, una especie de "ensayo novelesco".
Pero retrocedamos en el tiempo. A partir del 1934 se ocupó extensivamente de la cultura de las máquinas. En general, el trabajo de Mumford es abundante y exhaustivo, cubre todo tipo de información histórica, y pone en relación las diversas civilizaciones (Asia, Egipto, precolombinas, Occidente en sus distintas fases).
Dentro del enfoque macroestructuralista, se ocupó de cómo determinadas invenciones tecnológicas transformaron radicalmente la sociedad, como es el caso del reloj, que influirá en trabajos posteriores como el de David Landes, Revolución en el tiempo, de 1987.
Técnica y Civilización (1934) es seguramente su obra más representativa y reeditada. Ahí propone quizás su noción más célebre: la «megamáquina». Con ella describe cómo en el antiguo Egipto, la construcción de las pirámides supuso poner en marcha, además de habilidades constructivas, toda una compleja burocracia organizativa del trabajo. La Segunda Guerra Mundial y el desarrollo de la bomba atómica son ejemplos de esa megamáquina en nuestro tiempo. Mumford consideraba que esta megamáquina encierra grandes peligros y es destructiva y escapa al control de los seres humanos. Su visión pesimista de la tecnología se ha extendido a autores como L. Winner.

## Ideas
Mumford no abogaba por un rechazo a la tecnología sino por la separación entre tecnologías «democráticas», que son aquellas que están acorde con la naturaleza humana, y tecnologías «autoritarias», las que son tecnologías en pugna, a veces violenta, contra los valores humanos. Por lo que sostiene la búsqueda de una tecnología elaborada sobre los patrones de la vida humana y una economía biotécnica.
Su punto de vista está muy relacionado con la forma de concebir las relaciones humanas y urbanas planteada por los anarquistas clásicos (Kropotkin, desde el pensamiento social o Howard, desde el urbanístico, con su idea de "ciudad jardín" por ejemplo), pero también de los urbanistas canónicos más importantes y clásicos del siglo XX, como Le Corbusier.
Mumford también colaboró en la reforma de las new towns inglesas, afrontando la función simbólica y la expresión artística en la vida del hombre. Se le ha relacionado culturalmente con autores como: Patrick Geddes, Ebenezer Howard, Henry Wright, Raymond Unwyn, Barry Parker, Patrick Abercrombie, Matthew Nowicki.
Mumford fue la inspiración para el personaje de Ellsworth Toohey, el antagonista de la novela The Fountainhead (El manantial) (1943) de Ayn Rand, quien le consideraba como su polo opuesto ideológico.

## Obras principales
- The Story of Utopias (1922)
- Sticks and Stones (1924)
- The Golden Day (1926)
- Herman Melville: A Study of His Life and Vision (1929)
- The Brown Decades: A Study of the Arts in America, 1865-1895 (1931)
- Serie "Renewal of Life"
  - Technics and Civilization (1934)
  - The Culture of Cities (1938)
  - The Condition of Man (1944)
  - The Conduct of Life (1951)
- Values for Survival (1946)
- Art and Technics (1952)
- The Transformations of Man (1956)
- The City in History (1961)
- The Highway and the City (1963)
- The Myth of the Machine (2 volúmenes)
  - Technics and Human Development (1967)
  - The Pentagon of Power (1970)
- The Urban Prospect (1968)
- My Work and Days: A Personal Chronicle (1979)
- Sketches from Life: The Autobiography of Lewis Mumford (1982)
- The Lewis Mumford Reader, edit. por Donald L. Miller, (1986)

## Obras en castellano
- La cultura de las ciudades. Buenos Aires: Emecé, 1945. Trad. de Carlos María Reyles.
- Técnica y civilización. Buenos Aires: Emecé, 2 vols., 1945; Madrid: Alianza, 1971, 1994, 1997, 1998 y 2006 ISBN 978-84-206-7917-4 Trad. de Constantino Aznar de Acevedo; Barcelona: Altaya, 1998.
- Arte y técnica.Buenos Aires: Nueva Visión, 1957. Pepitas de calabaza, Logroño, 2014. Trad. de Federico Corriente. ISBN 978-84-15862-24-6
- Frank Lloyd Wright y otros escritos. Buenos Aires: Infinito, 1959. Trad. de Enrique Luis Revol.
- Las transformaciones del hombre. Buenos Aires: Sur, 1960. Trad. de Raquel María Bengoelea.
- Las décadas oscuras. Buenos Aires: Infinito, 1960 y 1970. Trad. de Enrique Luis Revol.
- La condición del hombre. Buenos Aires: Compañía General Fabril Editora, 1961. Trad. de Emma Dupuy.
- La ciudad en la historia: sus orígenes, transformaciones y perspectivas. Buenos Aires: Infinito, 1966 y 1979. Trad. de Enrique Luis Revol.
- La carretera y la ciudad. Buenos Aires: Emecé, 1966. Trad. de Mary Williams
- Perspectivas urbanas. Buenos Aires: Emecé, 1969. Trad. de Demetrio Náñez.
- El mito de la máquina. Técnica y evolución humana, Vol. 1. Buenos Aires: Emecé, 1969, Logroño: Pepitas de calabaza, 2010. Trad. de Arcadio Rigodón ISBN 978-84-937-6712-9
- La Megamáquina. Bilbao y Barcelona: Likiniano Elkartea, Fundació Estudis Llibertaris Anarcosindicalistes, 2002.
- El pentágono del poder. El mito de la máquina, Vol. 2, Logroño: Pepitas de calabaza, Logroño, 2011. Trad. de Javier Rodríguez Hidalgo ISBN 978-84-937671-3-6
- La ciudad en la historia. Sus orígenes, transformaciones y perspectivas. Logroño: Pepitas de Calabaza, 2012. Trad. de Enrique Luis Revol. Revisada por Javier Rodríguez Hidalgo. ISBN 978-84-939437-8-3
- Historia de las utopíasLogroño: Pepitas de Calabaza, 2013. Traducción de Diego Luis Sanromán Peña. ISBN 978-84-15862-06-2

## Premios
- Beca Guggenheim (1932)
- Beca Guggenheim (1938)
- Comandante de la Orden del Imperio Británico (1943)
- Beca Guggenheim (1956)
- National Book Award (1961)
- Medalla Presidencial de la Libertad (1964)
- Prix mondial Cino Del Duca (1976)
- National Medal of Arts (1986)